# Dufourea dentipes
Dufourea dentipes là một loài Hymenoptera trong họ Halictidae. Loài này được Bohart mô tả khoa học năm 1948.